# Neojaera pallida
Neojaera pallida là một loài chân đều trong họ Janiridae. Loài này được Kussakin miêu tả khoa học năm 1982.